# Дуддель, Вильям
Уильям Дюбуа Дуддель (1 июля 1872, Кенсингтон, Лондон — 4 ноября 1917, Уондсворт, Лондон) — английский физик и инженер-электрик. Он изобрёл осциллограф с подвижной катушкой, а также термоамперметр и термогальванометр.

## Жизнь и карьера
Дуддель родился в семье Уильяма Дюбуа у Фрэнсис Кейт ДюБуа, которая вышла замуж за Джорджа Дудделя в 1881 году. В четыре года он сконструировал автомат, объединив игрушечную мышку с часовым механизмом.
Дуддель получил частное образование в Англии и Франции, затем в престижных школах City & Guilds благодаря стипендиям.

## «Поющая дуга» Дудделя
До изобретения лампы накаливания для освещения улиц использовались дуговые лампы. Они создавали свет, используя электрическую дугу между двумя угольными электродами. Эти лампы часто издают слышимые жужжащие, шипящие или даже воющие звуки. В 1899 году Айртон попросил Дудделя, ученика Уильяма Айртона в Лондонском центральном техническом колледже, разобраться в этой проблеме. Звуки возникали из-за нестабильности тока, вызванной отрицательным сопротивлением дуги. Дуддель соединил настроенную цепь, состоящую из индуктора и конденсатора, через дугу. Отрицательное сопротивление дуги возбуждает колебания звуковой частоты в настроенном контуре на его резонансной частоте, что можно услышать как музыкальный тон, исходящий от дуги. Дуддель использовал свой осциллограф, чтобы определить точные условия, необходимые для создания колебаний. Для демонстрации своего изобретения перед Лондонским институтом инженеров-электриков, он подключил клавиатуру для создания различных тонов из дуги и использовал её, чтобы сыграть мелодию « Боже, храни королеву» сделав её одним из первых примеров электронной музыки. Его устройство стало известно как «поющая дуга» и было одним из первых электронных генераторов.

## Награды
Дадделл стал членом Королевского общества в 1907 году. Британский институт физики назвал свою медаль Дудделля и премию в его честь. В 1907-08 он занимал пост президента Британского института радиологии. В 1912 году он стал самым молодым президентом Института инженеров-электриков в течение двух сроков.
В 1906 и 1911 годах его пригласили выступить с рождественской лекцией Королевского института по сигнализации на расстоянии и современной электроэнергии.